# Gabriel Acosta Bendek
Gabriel Acosta Bendek (Sitionuevo, Magdalena; 18 de junio de 1931 - Barranquilla, 10 de agosto de 2014) fue un político colombiano miembro del Partido Convergencia Ciudadana y ha sido elegido por elección popular para integrar el Senado de Colombia, miembro de la comisión sexta encargada de comunicaciones, tecnología y educación.

## Congresista de Colombia
En las elecciones legislativas de Colombia de 2006, Acosta Bendek fue elegido senador de la república de Colombia con un total de 25.843 votos, después de tres reelecciones consecutivas en las elecciones legislativas de Colombia de 2002, 1998, 1994.
En sus actuación en las plenarias demostró apoyo a la reelección del presidente Uribe. Respalda el TLC. Apoya la ley de justicia y paz y la negociación con las AUC. Apoya el aborto en casos especiales.

### Iniciativas
Acosta Bendek participó en las siguientes iniciativas desde el congreso:

- Redefinir el modelo institucional de regulación de las telecomunicaciones en Colombia (Archivado).[6]
- Reglamentar el régimen de inhabilidades, para aspirantes a cargos de elección popular.[7]
- Ampliar el período de los Magistrados de la Corte Constitucional, Corte Suprema de Justicia, Consejo de Estado y Consejo Superior de la Judicatura de ocho a doce años (Aprobado).[8]

## Carrera política
Su trayectoria política se ha identificado por:

### Partidos políticos
A lo largo de su carrera ha representado los siguientes partidos:
| Partido político                | Fecha Inicio        | Fecha Fin           |
| Partido Convergencia Ciudadana  | 20 de julio de 2006 | 19 de julio de 2010 |
| Movimiento Nacional             | 20 de julio de 2002 | 19 de julio de 2006 |
| Movimiento Nacional Conservador | 20 de julio de 1998 | 19 de julio de 2002 |

### Cargos públicos
Entre los cargos públicos ocupados por Gabriel Acosta Bendek, se identifican:
| Cargo público           | Partido político                | Fecha Inicio        | Fecha Fin           |
| Senador de la República | Partido Convergencia Ciudadana  | 20 de julio de 2006 | 19 de julio de 2010 |
| Senador de la República | Movimiento Nacional             | 20 de julio de 2002 | 8 de julio de 2005  |
| Senador de la República | Movimiento Nacional Conservador | 20 de julio de 1998 | 19 de julio de 2002 |
| Senador de la República | -                               | 20 de julio de 1994 | 19 de julio de 1998 |

## Controversia
Luis Eduardo Vives, compañeros de partido, quien se encuentra detenido desde noviembre del 2006 por el escándalo de la parapolítica, Eleonora Pineda (excongresista 2002-2006), detenida en marzo del 2007 ha aceptado haber sido colaboradora de los jefes paramilitares. El presidente del partido, el senador Luis Alberto Gil, es investigado por su presunto apoyo a grupos paramilitares, al igual que los Luis Alfonso Riaño y Óscar Josué Reyes.

## Muerte
Gabriel Acosta falleció en una clínica de Barranquilla el 10 de agosto de 2014, a causa de un infarto. En enero de 2015, se genera una gran polémica por la demanda impuesta por hijos del Gabriel Acosta: “En su cumpleaños, Soraya sacó pistola para matar a nuestro padre”, dicen los hijos de Gabriel Acosta Bendek. En otras columnas manifiestan que "Pudo haber sido envenenado", así titulan las principales cadenas.